# Laudario di Cortona

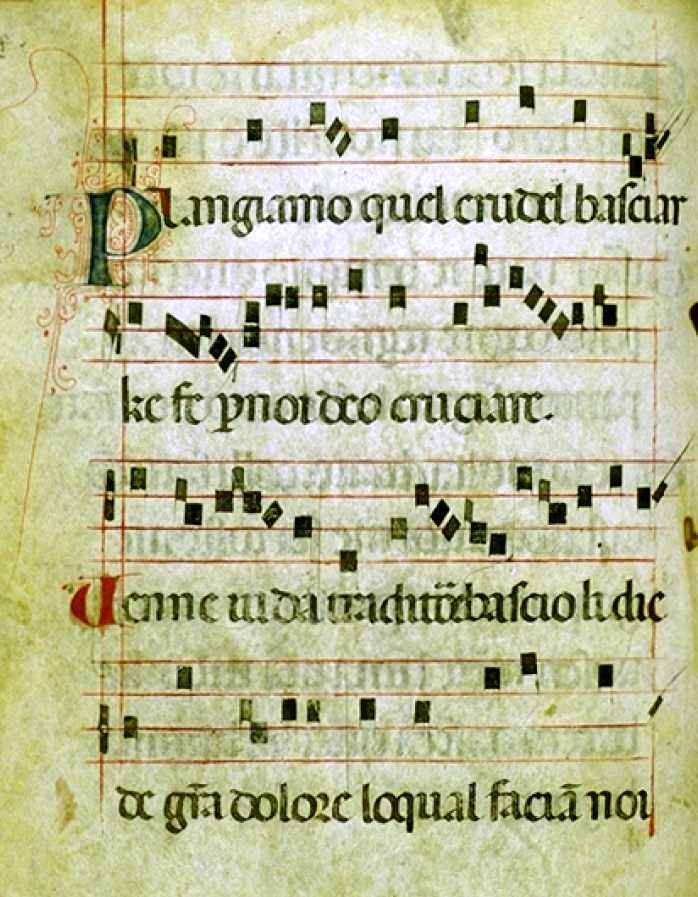
Foglio 46v del Laudario di Cortona, con il brano "Plangiamo quel crudel basciar[e]"

Il Laudario di Cortona (Cortona, Biblioteca del Comune e dell'Accademia Etrusca, Ms. 91) è un codice musicale manoscritto italiano della seconda metà del XIII secolo, contenente una collezione di laude.

## Il manoscritto
Non se ne conosce esattamente la data, ma si ritiene che sia stato copiato fra gli anni 1270 e 1297. Apparteneva alla Fraternità di Santa Maria delle Laude, della chiesa di San Francesco di Cortona. Nell'anno 1876 fu ritrovato abbandonato, in uno stato pietoso, dal bibliotecario della Biblioteca del Comune e dell'Accademia Etrusca di Cortona, Girolamo Mancini, che lo aggiunse alla biblioteca cortonense, in cui è conservato.
Il Laudario di Cortona e il Laudario Magliabechiano 18 (Firenze, Biblioteca Nazionale Centrale, Magliabechiano II I 122, Banco Rari 18) sono i due soli manoscritti di laude italiani con notazione musicale giunti fino a noi. Alcuni brani si trovano in entrambi i manoscritti. Altri brani del Laudario di Cortona si ritrovano in altri laudari privi di musica (solo testuali), come il Laudario Magliabechiano 19 (Firenze, Biblioteca Nazionale Centrale, Magliabechiano II I 212, Banco Rari 19), il Laudario di Arezzo (Arezzo, Biblioteca Comunale 180 della Fraternità dei Laici), il Laudario di Milano (Milano, Biblioteca Trivulziana 535) e in altri frammenti sparsi.
Il Laudario di Cortona precede il Laudario Magliabechiano 18 ed è la più antica collezione conosciuta di musica italiana in lingua volgare, nonché l'unica del XIII secolo.
Il manoscritto è composto di 171 fogli di pergamena ed è privo di miniature. Il testo è scritto in caratteri gotici e la musica in notazione quadrata.
È formato di due parti: la prima va dal foglio 1 al 122 e le sue dimensioni sono di 22,6 x 17,2 cm. La seconda è posteriore, con un formato più piccolo, di 21,5 x 17,3 cm, e va dal foglio 133 al foglio 171. Fra le due parti fu inserito, più avanti, un quadernetto (fogli dal 123 al 132).

## Opere
Il manoscritto contiene 66 laude, di cui solo le 44 della prima parte sono con musica. Nel quadernetto inserito posteriormente vi sono altre due laude con notazione musicale. In totale, quindi, il manoscritto contiene 46 brani musicali. Le prime 16 laude sono mariane, mentre le restanti seguono approssimativamente il calendario liturgico.
A titolo d'esempio, si riportano testo e musica della ripresa e della prima stanza della lauda numero 19 «Gloria 'n cielo», tratta dal foglio 43v-44v.
Di seguito è riportato l'elenco delle laude del manoscritto. I codici della colonna "Concordanze" con altri manoscritti e frammenti sono specificati dopo la tabella. Quelli della colonna "Registrazioni " sono specificati nella sezione "Discografia".
| Nº | Foglio      | Lauda                                                            | Concordanze             | Registrazioni                                                                    |
| -- | ----------- | ---------------------------------------------------------------- | ----------------------- | -------------------------------------------------------------------------------- |
| 1  | 1 - 3v      | Venite a laudare                                                 | ARE, MIL                | MIC, LAU, CCP, QPI, PRE, SCS, OBS, MED, WYT, ARM2, ARM3                          |
| 2  | 3v - 5v     | Lauda novella sia cantata                                        | ARE                     | MIC, SPE, DOL, CCP, QPI, PRE, EMI, MED, CAC, WYT, EMS, ARM, WOL, NEK, ARM2, ARM3 |
| 3  | 5v - 8v     | Ave, donna santissima                                            | ARE, M18, M19, MIL      | MIC, LAU, DOL, QPI, PRE, DIA, MED, EMS, ARM, EST, OWY, LOM, ARM2, ARM3           |
| 4  | 8v - 10     | Madonna santa Maria                                              | ARE, MIL                | MIC, DOL, QPI, PRE, QVG, ARM2                                                    |
| 5  | 12v - 14v   | Ave, regina gloriosa                                             |                         | MIC, LAU, DOL, QPI, PRE, ARM2, ARM3                                              |
| 6  | 14v - 17    | Da ciel venne messo novello                                      | ARE, M18, M19           | MIC, ORG, LUG, QPI, PRE, SCS, OBS, AME, TRE, ALB, LOM, NEK, ARM2                 |
| 7  | 17 - 19v    | Altissima luce col grande splendore                              | ARE, M18, M19, MIL      | MIC, DOL, LUG, QPI, PRE, ARM, LOM, NEK, ARM2, ARM3                               |
| 8  | 19v - 22    | Fami cantar l'amor di la beata                                   | ARE, M19                | MIC, CHO, QPI, PRE, ALT, WYT, NEK, ARM2                                          |
| 9  | 22 - 24     | O Maria, d'omelia                                                | ARE                     | MIC, QPI, PRE, WYT, ARM2                                                         |
| 10 | 24 - 25v    | Regina sovrana de gram pietade                                   | ARE, M18, M19           | MIC, QPI, PRE, HIL, ARM2                                                         |
| 11 | 25v - 27    | Ave, Dei genitrix                                                |                         | MIC, QPI, PRE, ARM2                                                              |
| 12 | 27 - 29     | O Maria, Dei cella                                               |                         | MIC, QPI, PRE, ARM2                                                              |
| 13 | 29 - 32v    | Ave, vergene gaudente                                            | MIL                     | MIC, QPI, PRE, NEK, ARM2                                                         |
| 14 | 32v - 34v   | O divina virgo, flore                                            |                         | MIC, DOL, QPI, PRE, HIL, QVG, LUC, NEK, ARM2                                     |
| 15 | 34v - 36v   | Salve, salve, virgo pia                                          | MIL                     | MIC, DOL, QPI, PRE, HIL, LOM, ARM2                                               |
| 16 | 36v - 38    | Vergene donçella da Dio amata                                    | ARE, M18, M19, MIL      | MIC, QPI, PRE, ARM2                                                              |
| 17 | 38v - 39v   | Peccatrice, nominata                                             | ARE, M19                | MIC, DOL, QPI, PRE, EMI, ARM2                                                    |
| 18 | 39v - 43v   | Cristo è nato et humanato                                        | M18 (Incompleto), W15   | MIC, ORG, LUG, QPI, PRE, SCS, ALT, POU, ALB, NEK, ARM2                           |
| 19 | 43v - 44v   | Gloria 'n cielo e pace 'n terra                                  | ARE, MIL                | MIC, DOL, LUG, QPI, PRE, CAC, ALB, ORI, NEK, ARM2                                |
| 20 | 45 - 46     | Stella nuova 'n fra la gente                                     | ARE, M19, MIL           | MIC, ORG, LUG, QPI, PRE, SCS, AME, TRE, MCL, ALB, ORI, NEK, ARM2                 |
| 21 | 46v - 47v   | Plangiamo quel crudel basciar[e]                                 |                         | MIC, LUG, QPI, PRE, EMI, SCS, WYT, NEK, ARM2                                     |
| 22 | 47v - 51    | Ben è crudele e spietoso                                         | M18 (Solo testo)        | MIC, ORG, LUG, QPI, PRE, SCS, NEK, ARM2                                          |
| 23 | 51 - 53     | De la crudel morte de Cristo                                     | ARE, MIL                | MIC, ORG, DOL, LUG, CCP, QPI, PRE, WYT, ONI, ALB, NEK, ARM2                      |
| 24 | 53 - 55     | Dami conforto, Dio, et alegrança                                 | ARE, MIL                | MIC, LUG, QPI, PRE, QVG, LUC, NEK, ARM2                                          |
| 25 | 55 - 57v    | Onne homo ad alta voce                                           | ARE, M18, CBC, MIL      | MIC, ORG, LAU, DOL, LUG, CCP, QPI, PRE, SCS, ALB, NEK, ARM2, ARM3                |
| 26 | 57v - 60    | Jesù Cristo glorioso                                             | M18                     | MIC, ORG, CHO, LUG, QPI, PRE, ALB, NEK, ARM2, ARM3                               |
| 27 | 60 - 63     | Laudamo la resurrectione                                         | ARE, MIL, NY            | MIC, LUG, QPI, PRE, SCS, ARM2                                                    |
| 28 | 63 - 64v    | Spiritu sancto, dolçe amore                                      | M19, MIL                | MIC, REV, QPI, PRE, ARM2                                                         |
| 29 | 64v - 68    | Spirito Sancto glorioso                                          | ANT, M19, MIL           | MIC, QPI, PRE, SCS, ARM2                                                         |
| 30 | 68 - 69v    | Spirito sancto, dà servire                                       | ARE, MIL                | MIC, QPI, PRE, ALT, ARM2                                                         |
| 31 | 70 - 72     | Alta Trinità beata                                               | M19, MIL                | MIC, DOL, CCP, QPI, PRE, ARM2                                                    |
| 32 | 72 - 82v    | Troppo perde 'l tempo ki ben non t'ama                           | ARE, MIL                | MIC, LAU, CCP, QPI, PRE, ARM2, ARM3                                              |
| 33 | 82v - 85    | Stomme allegro et latioso                                        | MIL                     | MIC, QPI, PRE, OBS, ARM2                                                         |
| 34 | 85v - 88v   | Oimè lasso e freddo lo mio core                                  |                         | MIC, QPI, PRE, MED, HIL, ARM2                                                    |
| 35 | 88v - 90    | Chi vol(e) lo mondo desprecçare                                  | ARE, M19, MIL           | MIC, QPI, PRE, QVG, ARM2                                                         |
| 36 | 90v - 93    | Laudar vollio per amore                                          | MIL                     | MIC, CHO, DOL, CCP, QPI, PRE, ALT, EMS, IOC, ARM2, ARM3                          |
| 37 | 93 - 96     | Sia laudato san Francesco                                        | ARE, M18, M19, MIL      | MIC, CHO, DOL, QPI, PRE, ALT, MAN, ARM2, ARM3                                    |
| 38 | 96 - 100v   | Ciascun ke fede sente                                            | ARE, M18, M19, MIL      | MIC, REV, DOL, QPI, PRE, ARM2                                                    |
| 39 | 100v - 110v | Magdalena degna da laudare                                       | ARE, MIL                | MIC, CHO, REV, DOL, LUG, QPI, PRE, DIA, EMS, NEK, ARM2                           |
| 40 | 110v - 112v | L'alto prençe archangelo lucente                                 | MIL                     | MIC, QPI, PRE, ARM2                                                              |
| 41 | 112v - 114v | Faciamo laude a tutt'i sancti                                    | ARE, M18, M19, MIL, W22 | MIC, QPI, PRE, ARM2                                                              |
| 42 | 114v - 116  | San Jovanni al mond'è nato                                       |                         | MIC, QPI, PRE, ARM2                                                              |
| 43 | 116 - 117v  | Ogn'om canti novel canto                                         | M19                     | MIC, CHO, QPI, PRE, ARM2                                                         |
| 44 | 117v - 120  | Amor dolçe sença pare                                            | ARE, MIL                | MIC, QPI, PRE, SCS, OBS, EMS, FAE, SIX, ARM2, ARM3                               |
| 45 | 123 - 131v  | Benedicti et llaudati                                            | MIL                     | MIC, REV, QPI, PRE, EMS, RES, ARM2                                               |
| 46 | 131v - 132v | Salutiam divotamente                                             | ARE, MIL                | MIC, QPI, PRE, EMS, ALB, LOM, ARM2, ARM3                                         |
| 47 | 136         | Alleluya. Alleluya, alto re di gloria (Senza musica. Solo testo) | ARE, M18, M19           |                                                                                  |
| 48 | 137         | Salutiam divotamente (Senza musica. Solo testo)                  | ARE, MIL                |                                                                                  |
| 49 | 143         | A voi gente facciam prego (Senza musica. Solo testo)             | ARE, M18, M19           |                                                                                  |

Concordanze con altri manoscritti e frammenti:
- ANT - Antwerp, Museum Mayer van den Bergh 303 (Solo testo)
- ARE - Laudario di Arezzo (Arezzo, Biblioteca Comunale 180 della Fraternità dei Laici) (Solo testo)
- M18 - Laudario Magliabechiano 18 (Firenze, Biblioteca Nazionale Centrale, Magliabechiano II I 122, Banco Rari 18) (con notazione musicale)
- M19 - Laudario Magliabechiano 19 (Firenze, Biblioteca Nazionale Centrale, Magliabechiano II I 212, Banco Rari 19) (Solo testo)
- CBC - Firenze, Carlo Bruscoli Collection (Solo testo)
- MIL - Laudario di Milano (Milano, Biblioteca Trivulziana 535) (Solo testo)
- NY - New York, Robert Lehman Collection (anticamente Smith Collection, Worcester, Mass.) (Solo testo)
- W15 - Washington, National Gallery of Art, Rosenwald Collection B-15, 393 (Solo testo)
- W22 - Washington, National Gallery of Art, Rosenwald Collection B-22, 128 (Solo testo)

## Discografia
Discografia ordinata per anno di registrazione:
- 1962 - [LUG] Laudario 91 di Cortona. La Natività - La Passione. Solisti, Coro e Orchestra della Società cameristica di Lugano. Edwin Loehrer (dir.).

L'edizione moderna in CD contiene vari mottetti di Palestrina nel disco seguente:
- Palestrina - Laudario 91 di Cortona. Solisti, Coro e Orchestra della Società cameristica di Lugano. Edwin Loehrer. Accord 20 156 2

- 1964 - [SDP] Musique pour le temps de la Passion. Les Solistes de Paris, Anna-Maria Bondi, dir. Henri-Claude Fantapié. SFP 31.008 (vinyl)
- 1970(?) - [CCP] Laudes Antiquae. Medieval Songs of Praise. Coro della Cappella Papalle di San Francesco d'Assisi. Alfonso Del Ferraro.

L'edizione moderna del CD contiene altre registrazioni in:
- Chants gregoriens. Deutsche Grammophon Privilege 2726 004 (2 CD)

- 1970(?) - [QPI] Laudario di Cortona. Codex 91 dell'Accademia Etrusca di Cortona, sec. XIII. Quartetto Polifonico Italiano. Sarx records SXAM 2010-2. Registrazione integrale.
- 1981(?) - [PRE] La Prepolifonia - Le Laudi. Edizione integrale del Laudario di Cortona cod. 91. I Prepolifonisti. P. Pellegrino M. Ernetti. Pan PRF 205 / 6 / 7 / 8 (4 LPs).
- 1988 - [EMI] Laude. Medieval Italian Spiritual Songs. Musician of the Early Music Institute. Thomas Binkley (dir.). Focus 912.
- 1988 - [MCL] Amor mi fa cantar. Musica italiana del primo trecento. Ensemble Micrologus. Quadrivium SCA 004-2.
- 1990 - [SCS] Laudario di Cortona. Le Laude e l'Ars Nova. Solisti, e "Cantori di Santomio" (Vicenza). August Wenzinger (dir.).  Accord 20 076 2.
- 1990 - [EST] Ave maris stella. Marienverehrung im Mittelalter. Estampie "Münchner Ensemble für frühe Musik". Christophorus CHR 77 289.
- 1992 - [SPE] Speculum amoris. Lyrique d'Amour médieval, du Mysticisme à l'érotisme. La Reverdie. Arcana A 336.
- 1992 - [OWY] Amar e Trobar. Leidenschaft & mysterium im mittelalter. Oni wytars. Verlag der Spielleute CD 9201.
- 1993 - [MON] Laudario di Cortona. Mystère médiéval du 13e siècle. Ensemble Vocal de Montpellier. Jean Gouzes (dir.) Jade JAD C 092.
- 1994 - [LAU] Laude di Sancta Maria. Veillée de chants de dévotion dans l'Italie des Communes. La Reverdie. Arcana 34.
- 1994 - [ALT] Saint Francis and the Minstrels of God. Altramar Medieval Music Ensemble. Dorian Discovery DIS-80143.
- 1994 - [VOX] Joculatores Dei. Laude from Venice, Florence and Cortona. Vox Resonat. Eric Mentzel (dir.). Marc Aurel Editions 2012.
- 1995 - [ORG] Laudario di Cortona. Un mystère du XIIIe siècle. Ensemble Organum. Marcel Pérès (dir.). Harmonia mundi HMC 901582.
- 1995 - [LUC] Dante Alighieri - Lo mio servente core. Ensemble Lucidarium. L'Empreinte digitale ED 13051.
- 1996 - [AME] Nova Stella A Medieval Italian Christmas. Altramar medieval music ensemble. Dorian Discovery DIS-80142.
- 1997 - [CHO] Peccatori e santi. L'amor sacro e il sentimento popolare nei laudari italiani e spagnoli del XIII secolo. Ensemble Chominciamento di Gioia. Avvenimenti A301697.
- 1997 - [REV] Legenda Aurea. Laudes des Saints au Trecento italien. La Reverdie. Arcana 304.
- 1997 - [OBS] Venite a laudare. Obsidienne, Emmanuel Bonnardot (dir.). Opus 111 OPS 30-158.
- 1997 - [HIL] Antoine Brumel. The Hilliard Ensemble. Hilliard Live HL 1003. Coro 16052.
- 1997 - [FER] Le chant de Maria Férès. Maria Férès. Camerata de Paris. Maria Férès MARF 777.
- 1997 - [FAE] Mi ris, mi plours. Musiques des XIIIème et XIVème siècles. Ensemble Faenza. Marco Horvat. Tabula Rasa TR01.
- 1997 - [SIX] A Florentine Annunciation. Mass for the Feast of the Annunciation. Les Six. Move MD 3094.
- 1998 - [DIA] Terra Adriatica. Chants sacrés des terres croates & italiennes au Moyen-Âge.Dialogos. Katarina Livjanic (dir.). L'Empreinte Digitale ED 13 107.
- 1999 - [QVG] Cantico della Terra. Le sacré et le populaire dans l'Italie du XIIIe siècle. Quartetto Vocale Giovanna Marini. Micrologus. Opus 111 30-277.
- 1999 - [MED] Words of the Angel. Tournai Mass. Moody: Words of the Angel. Trio Mediæval. ECM New Series 1753.
- 1999 - [MIC] Laudario di Cortona. Ensemble Micrologus. Micrologus 00010 / 3. Registrazione integrale di tutte le opere, comprende un facsímile del manoscritto in PDF.
- 1999 - [POU] Tu tu pan pan. A piper journey through medieval Europe. Poul Høxbro. Classico CLASSCD 286.
- 1999 - [ORI] Gloria 'n Cielo e Pace 'n Terra. Songs of the age of St. Francis of Assisi. Orientis Partibus. Dynamic 269.
- 2000 - [RES] Resonanzen 2000. Vox populi, Vox Dei. La Reverdie. ORF "Edition Alte Musik" CD 252.
- 2001 - [ONI] Friedrich II - Stupor Mundi. Musik und Poesie am hofe des stauferkaisers. Oni Wytars. Carsten Wolfewicz. Verlag der Spielleute CD 0101.
- 2002 - [EMS] Laude novella. Ein musikalisches Reisetagebuch ... von Baiern nach Italien um 1392. EST! - Ensemble für Musik des späten Mittelalters. Verlag der Spielleute CD 0204 (2 CD).
- 2003 - [DOL] Laudario di Cortona. Canti devozionali del XIII secolo. Ensemble Vocale La Dolce Vista. Giovanni Caruso (dir.). Tactus 270001.
- 2003 - [TRE] Christo è nato. Lauding the Nativity in Medieval Italy. Trefoil. MSR Classics 1094.
- 2003 - [LOM] Regina Pretiosa. Una Celebrazione Mariana del Trecento Fiorentino. Insieme vocale e strumentale L'Homme Armé. Fabio Lombardo. Tactus TC 350001.
- 2003 - [NEK] Il Laudario cortonese 91, XIIIe s.. Eresmin (coro da camera). Nekane Lasarte. Gallo CD-1117.
- 2005 - [MAN] Barbarossa. Les Jongleurs de la Mandragore. Fidelio "Mediaeval" FACD 015.
- 2005 - [MAN] Gavin Bryars. Oi Me Lasso. GB Records BCGBCD05
- 2006 - [WYT] From Byzantium to Andalusia. Medieval Christian, Jewish and Islamic Music and Poetry. Peter Rabanser,  Belinda Sykes, Jeremy Avis. Oni Wytars. Naxos 8.557637.
- 2006 - [WOL] Zeit Gefühle. Musik aus dem späten Mittelalter. Wolkenstayn. Verlag der Spielleute CD 008.
- 2006 - [ALB] Laude sulla vita di Gesù. Canti drammatici delle Confraternite del XIII secolo. Concentus Lucensis, I Cantori del Miserere di Sessa Aurunca. Stefano Albarello. Tactus TC 280 001.
- 2007 - [CAC] Io son un pellegrin. El caminar en la música medieval. Capilla Antigua de Chinchilla. Columna Música 1CM 0186
- 2007 - [ARM] Ave Donna Santissima. Itinerario musicale intorno a Maria. Armoniosoincanto. Franco Radicchia. Tactus TC 260001.
- 2007 - [IOC] Vita S. Elisabethæ. The life of St. Elisabeth of Thuringia (1207-1231), told in medieval songs and texts. Ioculatores, Ars Choralis Coeln, Amarcord. Raum Klang RK 2605.
- 2008 - [SPIRITO GENTIL] Venite a Laudare. Laude mariane e natalizie. Manoli Ramirez de Arellano - Alberto De Maestri - Coro di Comunione e Liberazione diretto da Pippo Molino.
- 2015 - [ARM2] Laudario di Cortona no. 91. Paraliturgical vocal music from the Middle Ages. Armoniosoincanto. Franco Radicchia. Brilliant Classics 94872BR
- 2019 - [ARM3] Altissima luce: Laudario di Cortona. Paolo Fresu, Daniele Bonaventura, Armoniosoincanto. Franco Radicchia. Tuk Musik.